# Рено Фуего
Рено Фуего (фр. Renault Fuego) (ватра на шпанском) је спортски хечбек који је производио и продавао Рено од 1980. до 1986. године, који замењује Рено 15 и 17 из 1970-их година.
Продаван у Сједињеним Америчким Државама од стране Американ Моторс Корпорејшн (АМЦ), Фуего се такође продавао у неколико земаља Јужне Америке, где је производња настављена до 1992. Према Реноу, произведено је 265.367 аутомобила марке Фуего, од којих је 85% произведено у Француској од фебруара 1980. до октобра 1985. године. Шпанска производња за европска тржишта је настављена до 1986. године.
Фуего није директно замењен другим моделом из Рено асортимана. Планиран је Фуего 2. генерације, сличног стила као и нови Рено Алпајн ГТА. Међутим, развој новог модела је отказан у последњем тренутку због комбинације Рено-ових финансијских проблема заједно са опадајућом потражњом за спортским купеима на тржишту у то време.

## Дизајн
Екстеријер Фуега је дизајнирао Мајкл Џардин, а ентеријер Франсоа Лампреја, обоје су радили под управом Роберта Опрона. Аутомобилски новинар Л. Ј. К. Сетрајт рекао је да је Фуего „благословен каросеријом која није само пространа и аеродинамички ефикасна, већ је и лепа“.
Фуего је био у великој мери заснован на Реноу 18, с ким је делио шасију и погон, са предњом суспензијом развијеном од већег Реноа 20/30. Упркос томе што нису делили делове, дизајн је задржао познати распоред двоструких пречника који је уобичајен за Рено 18. Дизајн суспензије ће касније бити додат обновљеном Реноу 18, а касније, са мањим побољшањима, Реноу 25. Серво управљач је био доступан на вишем делу асортимана. Фуегова контролна табла је додата обновљеном Реноу 18 1984. године (иако је у почетку била доступна само у Р18 Турбу), а затим су обе поново ажуриране у септембру 1983. године за модел 1984. године. Европска производња је настављена до 1985. године у Француској и 1986. године у Шпанији, док је Рено Аргентина производио Фуего од 1982. до завршетка производње 1992. са 2,2 Л „ГТА Макс“ (коначна фаза трећег редизајна уведена 1990. године).
Тестирање у аеротунелу је коришћено како би се омогућило да Фуего има спортске линије купеа уз максимизирање простора на задњим седиштима. У октобру 1982. године, дизел верзија Фуега са турбопуњачем постао је најбржи дизел аутомобил на свету, са максималном брзином од 180 км/ч.
Фуего је био један од првих аутомобила који је понудио даљински систем без кључа са централним закључавањем, доступан од септембра 1982. године, користећи систем који је изумео Француз Пол Липшуц. Фуего је такође био први који је имао даљинске контроле аудио система на волану (европски LHD GTX и Турбо из септембра 1983. године). Ова карактеристика је касније популаризована на моделу Рено 25 из 1984. године. Фуего је такође био доступан са опцијама укључујући кожне пресвлаке, мултифункционални путни рачунар, темпомат, клима уређај (инсталиран у фабрици или током трговине).
Фуего кабриолет са кожним ентеријером представио је француски произвођач каросерија Хјулиз 1982. године, намењену тржишту у САД-у, али није произведен због ниже продаје од очекиване на америчком тржишту – Рено 11 кабриолет је заузео његово место. Три примерка су направљена и завршена према америчким спецификацијама (затворени фарови, увећани браници, итд.).

## Продаја

### Европа
Фуего је био најпродаванији купе у Европи у периоду од 1980. до 1982. године. Варијанте су укључивале: 1,4 Л ТL, 1,6 Л економични GTL (само LHD); 1,6 Л ТS и TS (ручни и аутоматски мењачи); 2.0 Л TKS и GTKS (ручни и аутоматски мењачи). TKS је била деградирана верзија GTKS-а, али су разлике варирале од земље до земље. Овај модел је избрисао алу фелне, електричне прозоре, централно закључавање, климу, магленке, брисаче фарова итд. зависно од тржишта. 2.1 Л турбодизел је такође произведен за LHD (леву страну волана) европска тржишта у периоду 1982-1985. године. Овај модел се разликовао по "избочини" на врху хаубе, додатним отворима за вентилацију на предњем бранику и "Турбо Д" ознакама на решетки, бочном и задњем стаклу поклопца.
Фуего Турбо (1,6 Л/1565 кубика са ручним мењачем) је додат у продају 1983. године да би се поклопио са редизајном. Овај редизајн укључивао је прерађену предњу маску, пластичну облогу на браницима, прерађену инструмент таблу на LHD моделима, дизајн точкова, унутрашње облоге и тканине - сепиа (боја кафе) са тамно смеђим/белим пругастим седиштима; или јасен (сива) са црно/црвеним пругастим седиштима за Турбо, и пепељасто или сепиа за остале моделе који се продају са европским спецификацијама. Боја унутрашњости је сада зависила од боје спољашњости, уклањањем велики избор прилагођених опција претходних модела. Реновирани GTX је такође био понуђен са 2,2 Л EFI мотором из Реноа 25 на одређеним LHD тржиштима (генерално где се Фуего Турбо није продавао).

### Сједињене Америчке Државе
Фуего је био на тржишту у Сједињеним Државама преко дилера Американ Моторс Корпорејшн (АМЦ) од 1982. до 1985. године. Понуђен је са 1.6 Л турбопуњачем (1565 кубика) или верзијом са убризгавањем горива (1647 кубика) 1982. и 1983. године; за 1984. и 1985. годину аутомобил се нудио са мотором од 2,2 Л са ручним или аутоматским мењачем, плус турбо верзијом од 1,6 Л. Хечбек купе је могао да носи четири путника и испоручио је 39 миља по галону у САД-у (6,0 Л/100 км) по цени од 8495 долара на представљању. Модел је добио генерално добре критике. МоторВик је похвалио Фуего из 1982. године због његовог стила, стандардних карактеристика укључујући електрични шибер, и његовим перформансама. Такође су приметили исподпросечно кочење и подуправљање.
Фуего није постигао довољну продају да би преокренуо Рено-ово богатство у Сједињеним Државама. До 1984. године, АМЦ дилери су имали право на попуст од 300 и 1.000 долара за сваки модел.

### Уједињено Краљевство
Рено је продао Фуего у Великој Британији циљајући га на тржишни сегмент који заузимају Опел Манта и Форд Капри. Постао је најпродаванији купе током 1981. и 1982. године. Доступне опреме почевши од 1980–81. са TL, GTS и GTX, пре него што су се повећале на TL, TS, GTS, GTS Аутоматик, ТX и GTX током 1981– 82; TL, TS, GTS, GTS Аутоматик, TX, GTX, GTX Аутоматиц у 1982–83; TL, GТS, ТX, GTX Аутоматик и Турбо у периоду 1983–84. и сведено на само два (GTS и Турбо) током 1985. и 1986. године како је продаја опала.

### Аустралија
У Аустралији, GTX од 2 Л је био главни модел од 1982. до 1987. године, у потпуности опремљен са фабричком климом, TRX алуминијумским фелнама, сувозачким ретровизором са даљинским управљањем, али без путног рачунара. Постојала је и ограничена серија основних TX модела. Аустралијске спецификације су укључивале бочне упадне греде у вратима и контроле емисије у складу са аустралијским правилима дизајна.

### Нови Зеланд
На Новом Зеланду су приручници GTS и GTX за Уједињено Краљевство испоручени од краја 1981. до 1982. године; GTS, GTS Аутоматик, GTX, GTX Аутоматик 1983. године; GTX, GTX Аутоматик, Турбо 1984. године; GTX Аутоматик и Турбо 1985. године; GTX (аустралијска спецификација на крају линије GTX је пренета из Аустралије), GTX Аутоматик и Турбо 1986. године.